# Слёзный аппарат
Слёзный аппарат (лат. apparatus lacrimalis) является физиологической системой, содержащей орбитальные структуры для слезного производства и дренажа. Является вспомогательной структурой глаз. Подразделяется на органы слезопродукции и органы слезотведения (дренирования).

## Анатомия

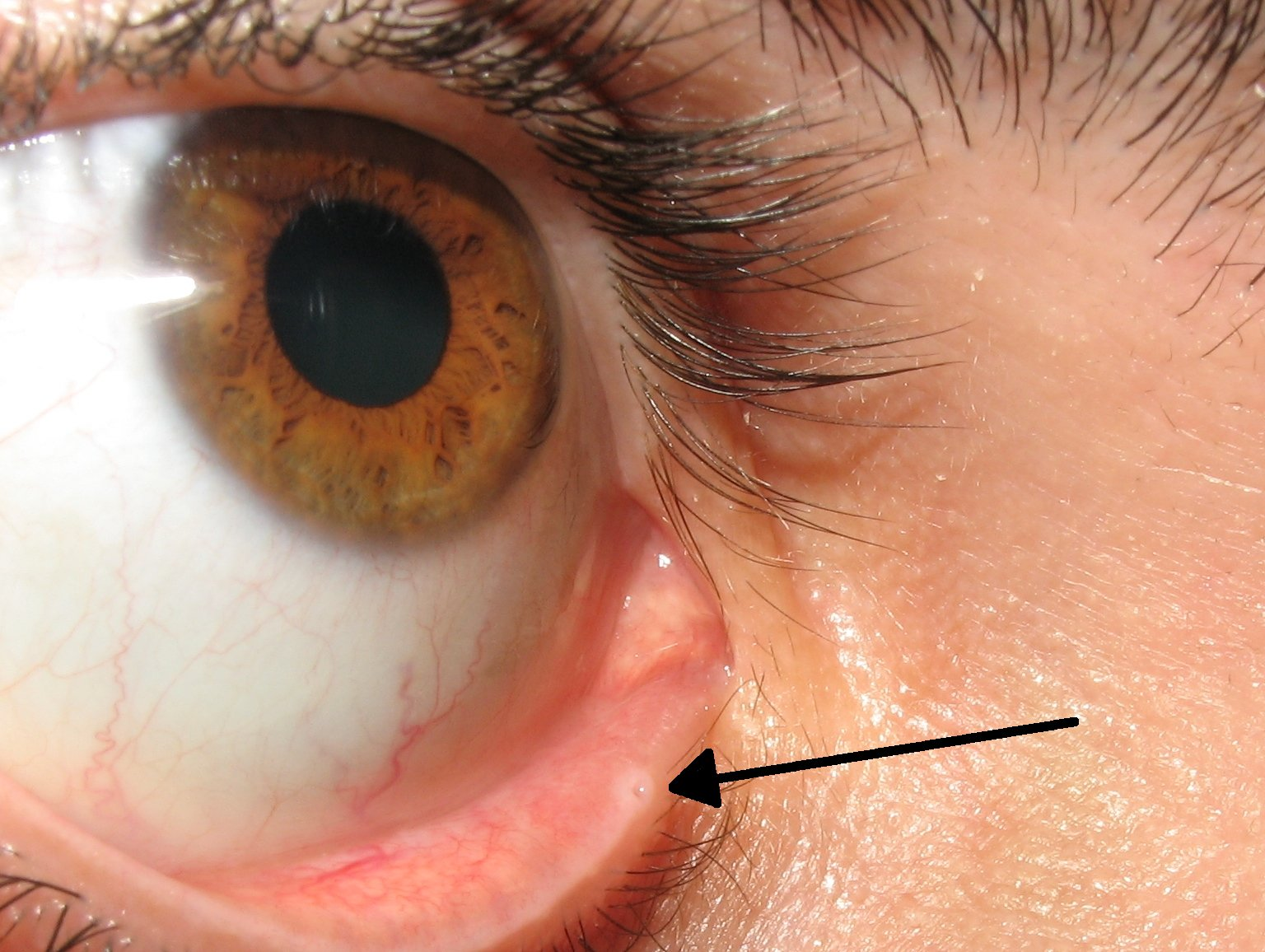
Стрелкой обозначена нижняя слёзная точка на отвёрнутом нижнем веке правого глаза, на верхнем веке проглядывается выпуклость слёзного сосочка, на которой расположена верхняя слёзная точка. В углу век видны полулунная складка и слёзное мясцо

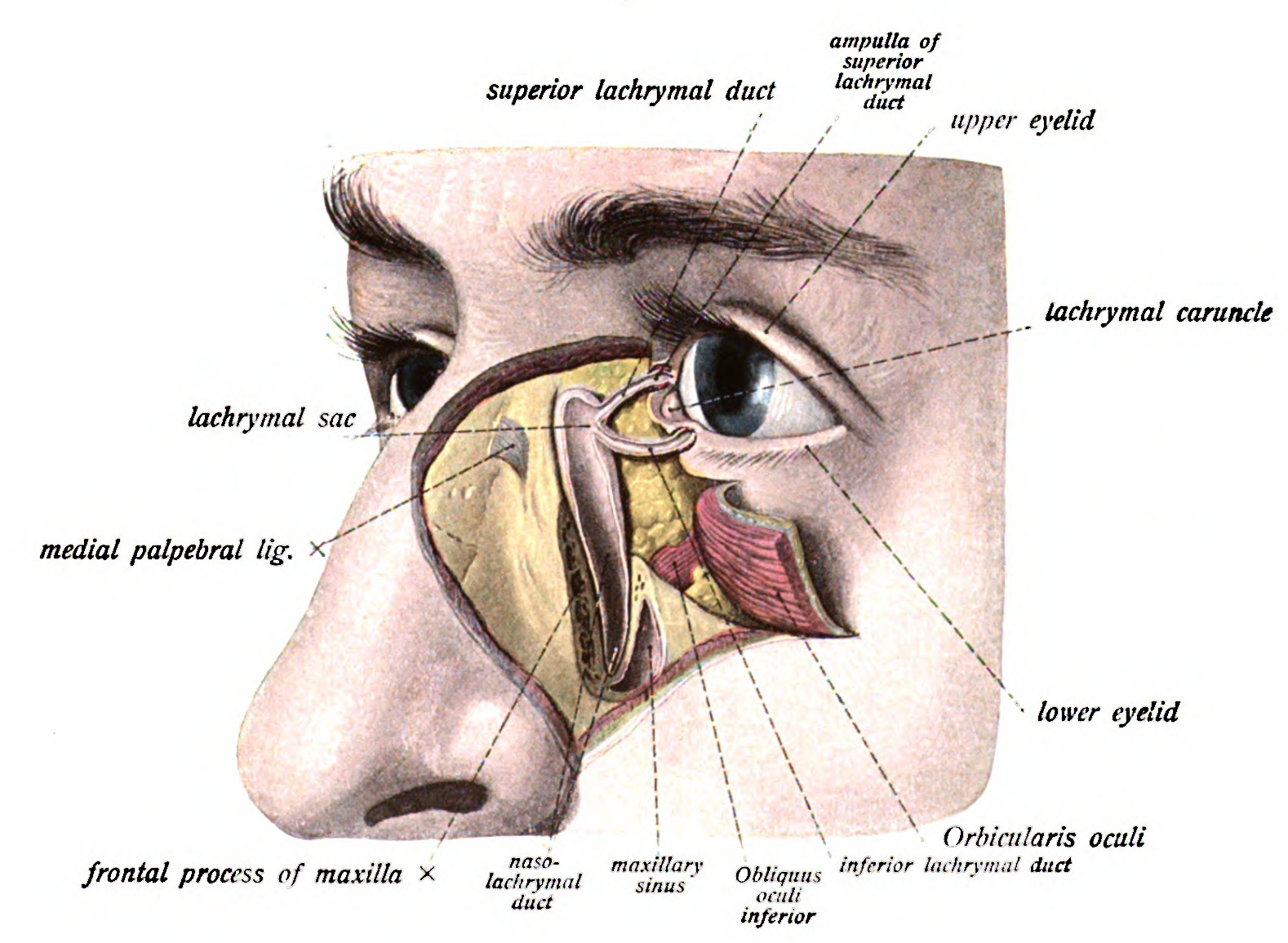
Расположение органов слёзоотведения левого глаза

### Органы слёзопродукции
К органам слёзопродукции (син. слёзовыделения, слёзоотделения) относятся:
- слёзные железы, главная и добавочные, продуцирующие основную часть слёзной жидкости
- слёзовыводящие протоки слёзных желез

Несмотря на то, что в формировании слёзной жидкости участвует ещё ряд экзокринных желез, секреторных и эпителиальных клеток роговицы, конъюнктивы и век, они в медицинской литературе не относятся к слёзному аппарату, а рассматриваются совместно с соответствующими органами, где выполняют основную функцию. Так, эпителиальные клетки выполняют покровную функцию. Мейбомиевы железы выделяют секрет, придающий гидрофобность краю век, тем самым предупреждая их смачивание, постоянное вытекание слёзной жидкости и мацерацию кожи. Сальные железы Цейса обеспечивают жировую смазку ресниц как разновидности волос.

### Органы слёзоотведения
В нормальном состоянии в глазах происходит постоянное обновление слёзной жидкости, что достигается постоянной её секрецией и удалением накопившихся излишков из конъюнктивального мешка в нижний носовой ход полости носа. Анатомические структуры, принимающие участие в таком удалении слёзной жидкости, называются слезоотводящими путями или органами. К ним относятся:
- слёзный ручей
- слёзное озеро
- слёзное мясцо
- слёзные сосочки со слёзными точками
- слёзные канальцы
- слезный мешок
- носослёзный проток

Условно можно подразделить на наружные видимые (слёзный ручей, слёзное озеро, слёзное мясцо, слёзные сосочки со слёзными точками) и внутренние (слёзные канальцы, слезный мешок, носослёзный проток).
Слёзный ручей (лат. rivus lacrimalis) не является структурным постоянным тканевым образованием, образуется функционально в виде небольшого канальца между скошенным задним краем нижнего века и передней поверхностью глазного яблока. При смыкании век, в том числе при мигании, представляет собой узкую щель или трубочку. Тянется вдоль края век от наружного до внутреннего края век. Заполнена слёзной жидкостью. При закрывании век слёзная жидкость направляется по нему с наружного угла глаз к внутреннему, к слёзному озеру.
Слёзное озеро (лат. lacus lacrimalis) представляет собой небольшую чашеобразную шелевидную полость между слизистыми конъюнктивы склеры и нижнего века (при закрытых веках и между верхним веком) во внутреннем (медиальном) углу глазной щели, располагаясь вокруг слёзного мясца. Заполнена слёзной жидкостью.
Слёзное мясцо (лат. caruncula lacrimalis) — небольшое возвышение, образованное складкой конъюнктивы между верхним и нижним веками во внутреннем углу глазной щели, медиальнее полулунной складки. Вокруг нижней половины (при открытых веках) слёзного мясца располагается слёзное озеро. На слёзном мясце в обилии расположены секретирующие муцины бокаловидные клетки конъюнктивы Бехера.
Слёзные сосочки (лат. papillae lacrimales) — это небольшие конусовидные возвышения на слизистой конъюнктивы у края век в медиальной их части в проекции латерального края слёзного мясца. В каждом глазе располагается по одному верхнему и нижнему слёзному сосочку, соответственно на верхнем и нижнем веке. На вершинах слёзных сосочков имеется по одному отверстию диаметром около 0,5 мм — слёзные точки (лат. puncta lacrimalia), по которым слёзная жидкость из слёзного озера попадает в слёзные канальцы. В норме слёзные точки постоянно погружены в слёзную жидкость слёзного озера.
Слёзные канальцы (лат. canaliculi lacrimales) — небольшие канальцы, идущие от слёзных точек вертикально около 1,5 мм, далее, изгибаясь в медиальном направлении, горизонтально впадают раздельно или объединившись в один канал в слёзный мешок. Различают, соответственно слёзным точкам, верхний и нижний слёзные канальцы. Каждый имеет общую длину около 0,6-1 см, диаметр — около 0,5 мм. В начальной части имеют расширение — ампулу слёзного канальца, в месте впадения имеется синус Мейера, складки слизистой образуют клапаны, препятствующие обратному току слёзной жидкости: клапан Гушке (снизу) и клапан Розенмюллера (сверху).
Слёзный мешок (лат. saccus lacrimalis) — соединительнотканный полый мешочек, суженный сверху и снизу, располагающийся за кожей и медиальной связкой век в нижнем медиальном углу глазницы в ямке слёзного мешка образованного слёзной бороздой лобного отростка верхней челюсти и слёзным жёлобом слёзной кости. В стенки слёзного мешка вплетены волокна ве́ковой и слёзной частей круговой мышцы глаза, что способствует расширению слёзного мешка при их сокращении, разрежению в его полости и активному всасыванию слезы. Изнутри слёзный мешок покрыт цилиндрическим и мерцательным эпителием. Сверху в слёзный мешок открываются устья слёзных канальцев, снизу без резкого разграничения переходит в носослёзный проток. В длину слёзный мешок около 1 см, в ширину — около 3 мм.
Носослёзный проток (лат. ductus nasolacrimalis) — соединительнотканная трубочка, расположенная в верхней части в носослёзном канале носовой поверхности верхней челюсти. Начинается от слёзного мешка в отверстии, образованном слёзной вырезкой глазничной поверхности лобного отростка верхней челюсти и слёзным крючком слёзной кости. Медиально носослёзный канал с расположенным в нём носослёзным протоком закрыт слизистой оболочкой носа. Снизу носослёзный канал открывается отверстием в слизистой оболочке передней части нижнего носового хода полости носа на латеральной стенке в 3-3,5 см от ноздрей. У отверстия в полость носа складка слизистой протока образует клапан Гаснера, как и в слёзных канальцах, препятствующий обратному току слёзной жидкости и попаданию содержимого носовой полости в носослёзный проток. Длина носослёзного протока — 1-2 см, диаметр — около 4 мм. Изнутри носослёзный канал покрыт мерцательным и цилиндрическим эпителием.
Иннервация слёзного аппарата производится сплетением нервов внутренней и внешней симпатической нервной системы, только слюнные ядра лицевого нерва — из парасимпатической нервной системы.

## Патологии
При дефектах клапанов слезоотводящих путей, когда они не препятствуют обратному току слёзной жидкости, возможен такой трюк, когда при курении выпускается дым из внутренних углов глаз.
Воспаление слёзных желез и слёзного мешка называются дакриоаденит и дакриоцистит, соответственно.
Дакриолитиаз — образование дакриолитов (слезных камней).